# Řenče
Řenče település Csehországban, a Dél-plzeňi járásban. Řenče Příchovice, Dolce, Drahkov, Únětice, Dolní Lukavice, Letiny, Netunice, Přeštice és Střížovice településekkel határos. Lakosainak száma 919 fő (2024. január 1.).

## Népesség
A település lakosságának változását az alábbi diagram mutatja:
| Lakosok száma | 1408 | 1370 | 1459 | 1081 | 887  | 880  | 920  | 937  | 904  | 919  |
|               | 1869 | 1890 | 1921 | 1950 | 1980 | 2001 | 2017 | 2019 | 2022 | 2024 |